# Grevillea variifolia
Grevillea variifolia là một loài thực vật có hoa trong họ Quắn hoa. Loài này được C.A.Gardner & A.S.George miêu tả khoa học đầu tiên năm 1963.